# Scutellaria sieberi
Scutellaria sieberi là một loài thực vật có hoa trong họ Hoa môi. Loài này được Benth. miêu tả khoa học đầu tiên năm 1848.